# Teizm agnostyczny
Teizm agnostyczny – pogląd, zgodnie z którym nie wiadomo czy Bóg istnieje, a mimo to nadal się w niego wierzy. 
Agnostycyzm religijny odrzuca jednak wszystkie treści religijne, zawarte w tradycji i świętych księgach uważając, że ich wartość poznawcza jest zbliżona do legend. Zakłada również, że aby coś zbadać, trzeba mieć ścisłą definicję tego, co się bada – dopiero wtedy możliwe jest stworzenie odpowiedniej metody i przyrządu badawczego.
Postawa teizmu agnostycznego obecna jest w różnych dziełach artystycznych. Koncepcja ta obecna jest szczególnie w twórczości poetyckiej Bolesława Leśmiana.